# Île Marceau
Pour les articles homonymes, voir Marceau.
L’île Marceau est un îlot de Nouvelle-Calédonie appartenant administrativement à Boulouparis.